# Schillertheater (Berlin)

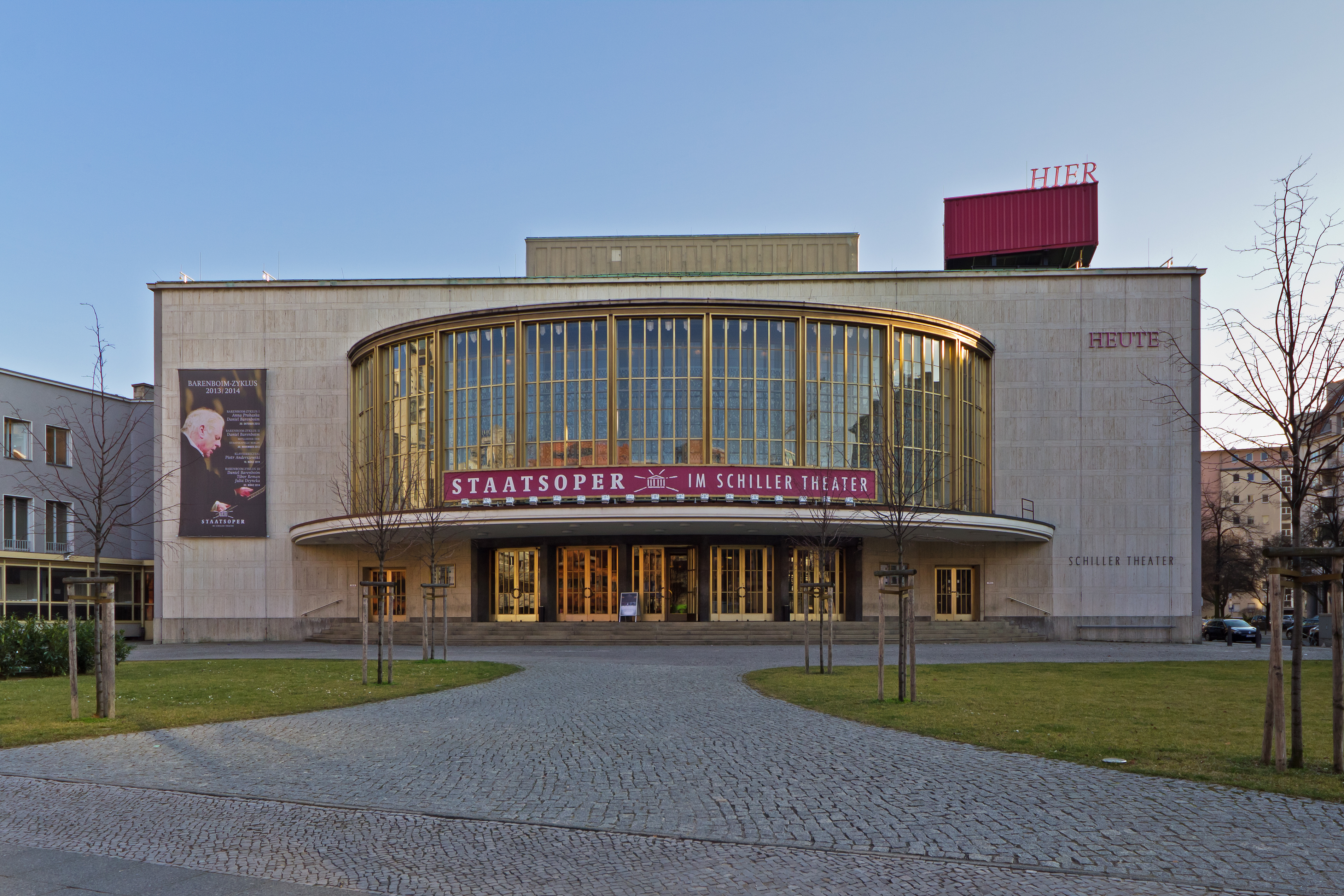
Berliner Schillertheater

Das Schillertheater (Eigenschreibweise: Schiller Theater) ist ein Berliner Theatergebäude und war lange Zeit ein Schauspielhaus. Es steht im Ortsteil Charlottenburg des Bezirks Charlottenburg-Wilmersdorf in der Nähe des Ernst-Reuter-Platzes in der Bismarckstraße 110 (vormals: 117–120). Während der 1920er und 1930er Jahre diente es dem Preußischen Staatstheater Berlin, von 1951 bis 1993 den Staatlichen Schauspielbühnen Berlin. Im Jahr 1993 wurden die Schauspielbühnen auf Beschluss des Berliner Senats wegen der schlechten finanziellen Situation nach Protesten geschlossen. Das Gebäude wird zeitweise als Spielstätte und Veranstaltungsort vermietet. Von Herbst 2010 bis Sommer 2017 war hier die Staatsoper Unter den Linden untergebracht, weil das Opernhaus saniert wurde. Von Sommer 2018 bis Ende 2022 nutzten Theater und Komödie am Kurfürstendamm das Haus als Übergangsspielstätte. Seit Herbst 2023 dient das Schillertheater der Komischen Oper während der Sanierung des eigenen Hauses als Spielstätte.

## Geschichte

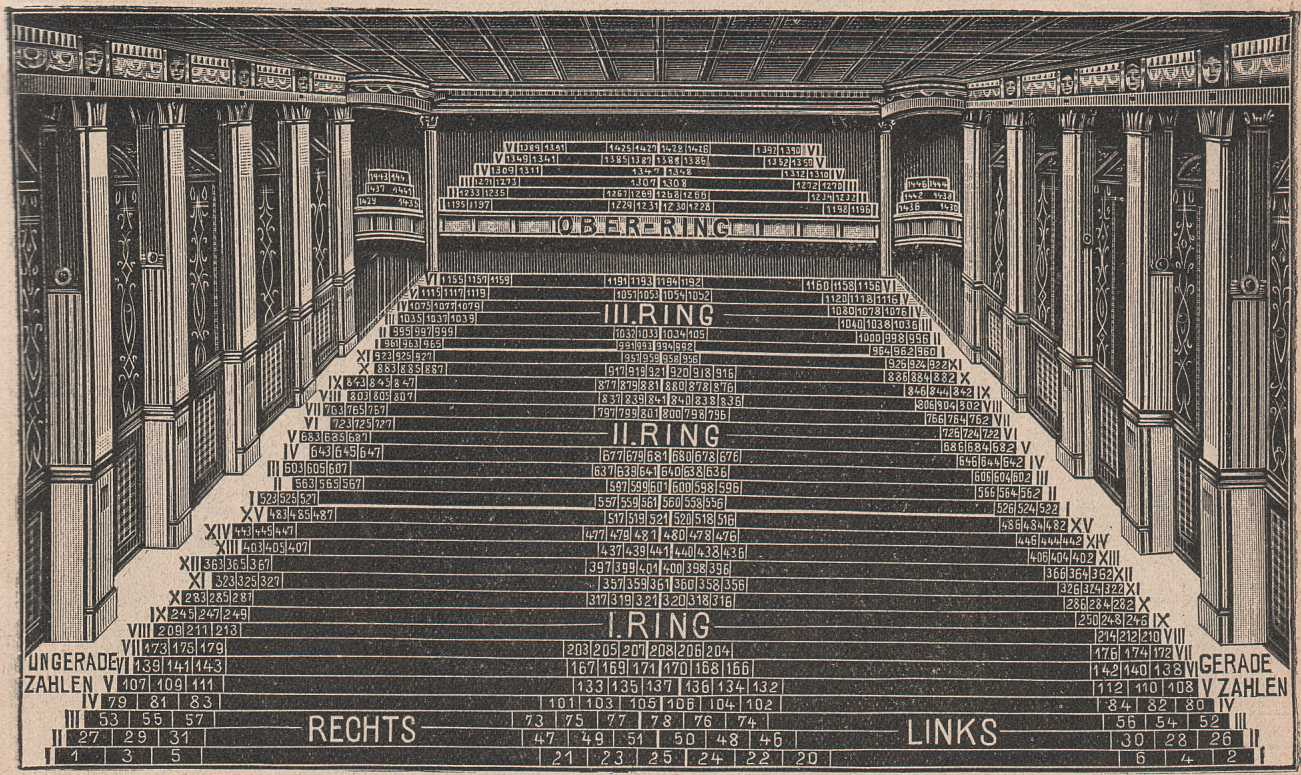
Innenansicht mit Bestuhlung, 1902

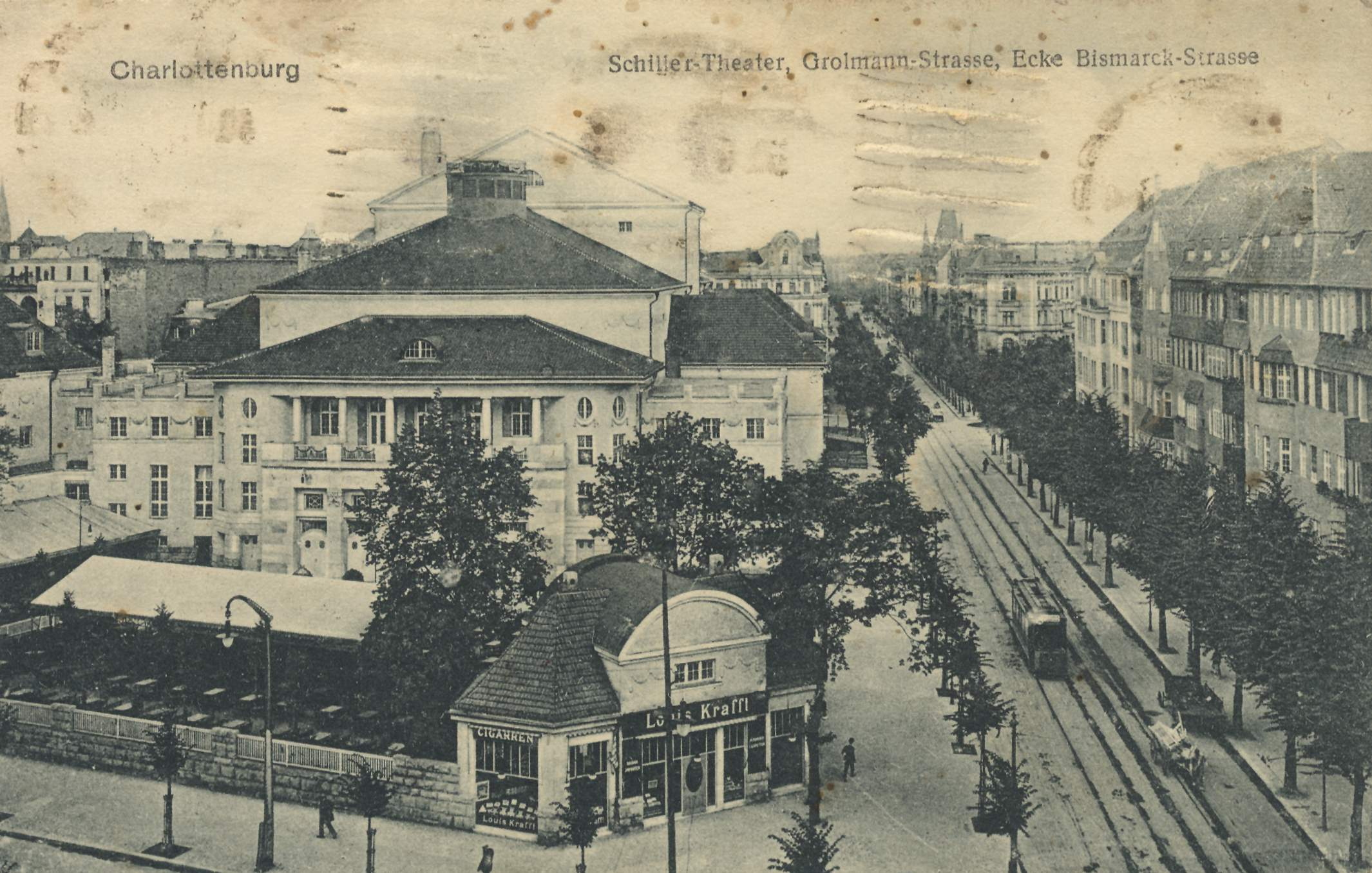
Gebäudekomplex, um 1919

Im Jahr 1904 hatte die Charlottenburger Stadtversammlung beschlossen, auf dem Grundstück der Tietz’schen Erben durch die  Schiller Theater AG ein Theatergebäude errichten zu lassen. Es sollte nach dem Vorbild des Münchner Prinzregententheaters als Amphitheater gestaltet werden. Noch in der Vorbereitungsphase verweigerte die Baupolizei die Zustimmung zu den Plänen: sie machte die Baugenehmigung davon abhängig, dass „eine nach München entsandte Kommission sich davon überzeugt hätte, dass der Bau eines Amphitheaters in feuerpolizeilicher Hinsicht zu Bedenken keinen Anlass biete“. Die Prüfungsergebnisse ließen auf sich warten, sodass auf der Baufläche im August 1905 noch alle Bäume standen. Die Bürger befürchteten, dass der geplante Bau nun gar nicht zustande komme.
In den Jahren 1905–1906 konnte schließlich gebaut und die Pläne des Chemnitzer Theaterarchitekten Max Littmann für die  Schiller Theater AG  und die Stadt Charlottenburg realisiert werden. Den Skulpturenschmuck fertigten die Bildhauer Heinrich Düll und Georg Pezold, die Ausmalung des Zuschauerraums und der gemalte Vorhang stammen von Julius Mössel. Der Komplex bestand aus drei Flügeln: einem Theatergebäude, einer Gaststätte und einem Mehrzweck-Saalbau. Das 1194 Zuschauer fassende Theater wurde am 1. Januar 1907 mit Friedrich Schillers Schauspiel Die Räuber eröffnet und fortan von der Schiller Theater AG mit einem eigenen Theaterensemble betrieben. Gründungsdirektor war der Slawistik-Professor Raphael Löwenfeld. Die schon 1894 gegründete Schiller Theater AG hatte zuvor als Schiller-Theater Ost das Wallner-Theater und als Schiller-Theater Nord das Woltersdorff-Theater genutzt.
Von Juni 1921 bis zum 1. Juli 1932 war das Haus die zweite Spielstätte des Preußischen Staatstheaters Berlin, das seine Hauptspielstätte im Schauspielhaus am Gendarmenmarkt hatte. Im Mai 1933 wurde es als Preußisches Theater der Jugend im Verbund der Preußischen Staatstheater dem Ministerpräsidenten Hermann Göring unterstellt, bereits am 2. Dezember 1933 jedoch mit einem Festakt und einer Aufführung von Schillers Wilhelm Tell in den Besitz der Stadt Berlin überführt.
Von 1937 bis 1938 wurde das Haus von Paul Baumgarten für die Stadt Berlin umfassend umgebaut. Baumgarten vereinfachte die Fassade und den Zuschauerraum erheblich und veränderte so das Gesicht des Theaters mit Bezug auf die Neue Sachlichkeit der 1920er Jahre, aber auch im Einklang mit dem herrschenden monumentalen Architekturgeschmack des Nationalsozialismus. Es wurde eine „Regierungsloge“ eingebaut. Am Umbau waren die Bildhauer Paul Scheurich und Karl Nocke sowie der Maler Albert Birkle beteiligt. Ab der Wiedereröffnung mit Schillers Kabale und Liebe 1938 wurde das Haus als Schiller-Theater der Reichshauptstadt Berlin betrieben. Joseph Goebbels beauftragte am 1. März 1938 den Schauspieler Heinrich George mit der Leitung des Theaters, der später unter dem Pseudonym Heinrich Schmitz wirkte. Laut Berta Drews, seiner Ehefrau, wurde das Theater im September 1943 von Brandbomben getroffen, wobei das Bühnendach in den Zuschauerraum stürzte. Bei einem alliierten Luftangriff am 23. November desselben Jahres wurde das Gebäude endgültig zerstört.

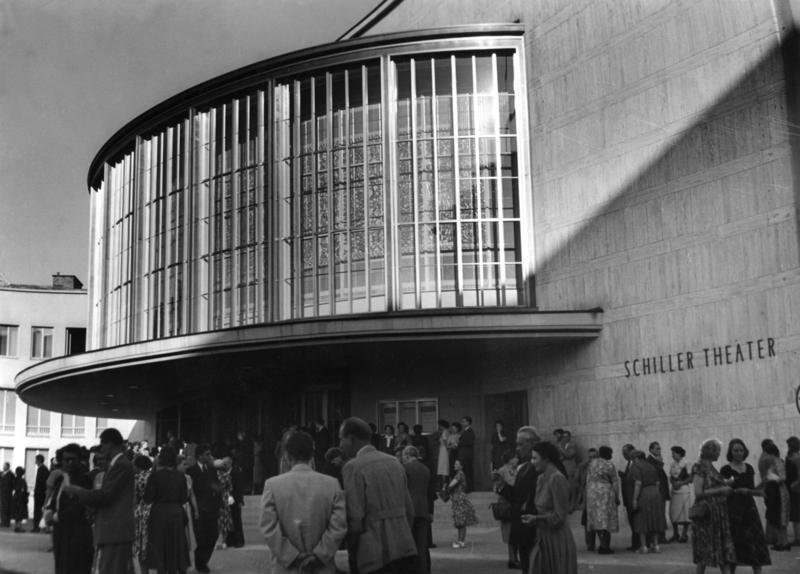
Frontansicht, 1953

Zwischen 1950 und 1951 wurde das Theater nach Plänen von Heinz Völker und  Rolf Grosse für die Stadt Berlin neu errichtet. Einige Teile der Ruine des alten Theaters wurden für den Neubau wiederverwendet. Die Glasschliffwand des Hauptfoyers (25 m × 5,20 m) schuf der Maler Ludwig Peter Kowalski, die Reliefwand des Entrées (Hartstuck, Länge 28 m) stammt von dem Bildhauer Bernhard Heiliger. Zur Eröffnung am 6. September 1951 wurde Schillers Wilhelm Tell gezeigt. Das Schillertheater war mit 1067 Sitzplätzen als Großes Haus die Hauptspielstätte der Staatlichen Schauspielbühnen Berlin, die daneben das Schlossparktheater in Steglitz als Kleines Haus benutzten. Weitere Spielstätten waren die Schillertheater Werkstatt im Gebäude des Schillertheaters (bis 2009: Nebenspielstätte des GRIPS-Theaters) und das Ballhaus Rixdorf.
Bekannte Intendanten der Staatlichen Schauspielbühnen waren Heinrich George, Boleslaw Barlog, Hans Lietzau, Boy Gobert und Heribert Sasse.
Bedeutende Regisseure wie Gustaf Gründgens, Jürgen Fehling, Samuel Beckett, Fritz Kortner, Boleslaw Barlog, Hans Lietzau, Karl Paryla, George Tabori, Hans Neuenfels, Hans Hollmann und Peter Zadek haben an diesem Haus erfolgreich gearbeitet.
Im Jahr 1993 wurde das Schillertheater auf Beschluss des Senats von Berlin aufgrund der finanziellen Notlage Berlins geschlossen und alle fest engagierten Mitarbeiter und Künstler (darunter Bernhard Minetti, Erich Schellow und Sabine Sinjen) entlassen. Die letzte Premiere der staatlichen Bühnen war am 2. Oktober 1993 Weißalles und Dickedumm von Coline Serreau mit Katharina Thalbach (Regie: Benno Besson).

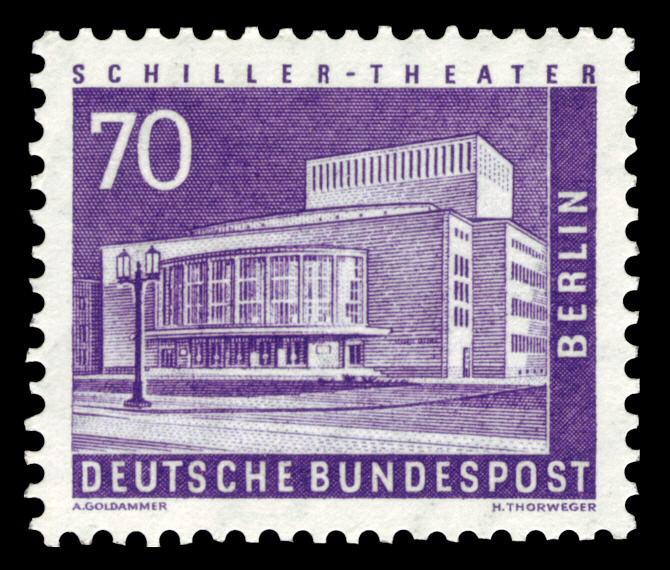
Briefmarke (1956) der Serie Berliner Stadtbilder

Die Schließung löste Protest und Verbitterung aus und brachte dem Kultur-Senator Ulrich Roloff-Momin den Ruf „Schiller-Killer“ ein. Das Haus wurde nun als Musical- und Gastspieltheater genutzt. Von Januar bis Oktober 2000 nutzte das Maxim-Gorki-Theater die Bühne.

## Ersatzspielstätte für die Staatsoper
Nach Ende des Spielbetriebs in der Berliner Staatsoper Unter den Linden zum 31. Mai 2010 waren das Ensemble und die Staatskapelle für die Dauer der Sanierungsarbeiten bis 2017 im Schillertheater untergebracht. Die erste Opernpremiere in der Übergangsspielstätte fand am 3. Oktober 2010 statt.
Nach sieben Jahren Renovierungszeit beendete die Staatsoper zum Ende der Spielzeit 2016/17 ihre Zeit im Schillertheater.

## Ersatzspielstätte für Theater und Komödie am Kurfürstendamm
Von Sommer 2018 bis Ende 2022 nutzen Theater und Komödie am Kurfürstendamm das Schillertheater als Übergangsspielstätte für die drei Jahre dauernden Umbauarbeiten des Ku’damm-Karree-Hochhauses. Die Übergangsspielstätte hieß Komödie am Kurfürstendamm im Schillertheater und wurde am 23. September 2018 mit der Premiere von Willkommen bei den Hartmanns eröffnet.

## Ersatzspielstätte für Komische Oper
Seit Oktober 2023 nutzt die Komische Oper Berlin das Schillertheater als Übergangsspielstätte während der Sanierungsarbeiten.

## Ensemble
Auswahl von Schauspielern, die am Schillertheater in Hauptrollen auftraten:
- Kerstin de Ahna
- Albert Bassermann
- Hugo Egon Balder
- Friedrich W. Bauschulte
- Maria Becker
- Horst Bollmann
- Wilhelm Borchert
- Suzanne von Borsody
- Claus Clausen
- Ernst Deutsch
- Ralf Dittrich
- Angelica Domröse
- Käthe Dorsch
- Berta Drews
- Paul Esser
- Rosemarie Fendel
- Heino Ferch
- Walter Franck
- Joana Maria Gorvin
- Carla Hagen
- Uta Hallant
- Ruth Hausmeister
- Martin Held
- Karl Hellmer
- Rolf Henniger
- Klaus Herm
- Martin Hirthe
- Lucie Höflich
- Thomas Holtzmann
- Klaus Jepsen
- Hansi Jochmann
- Charlotte Joeres
- Klaus Kammer
- Sebastian Koch
- Hans Peter Korff
- Hermine Körner
- Werner Krauß
- Regina Lemnitz
- Christiane Leuchtmann
- Wolfgang Liebeneiner
- Heinz Lieven
- Peter Lohmeyer
- Joseph Lorenz
- Erika Meingast
- Bernhard Minetti
- Franz Nicklisch
- Joseph Noerden
- Sabine Orléans
- Götz Otto
- Christine Prober
- Will Quadflieg
- Carl Raddatz
- Peter Sattmann
- Erich Schellow
- Ralf Schermuly
- Alfred Schieske
- Walter Schmidinger
- Ernst Schröder
- Eva Katharina Schultz
- Sabine Sinjen
- Katharina Thalbach
- Heidemarie Theobald
- Peter Ustinov
- Elsa Wagner
- Konrad Wagner
- Paul Wagner
- Eduard Wandrey
- Antje Weisgerber
- Stefan Wigger
- Helmut Wildt

## Bedeutende Uraufführungen
- Max Frisch: Don Juan oder Die Liebe zur Geometrie (5. Mai 1953, gleichzeitig am Schauspielhaus Zürich)
- Edward Albee: Die Zoogeschichte (28. September 1959)
- Martin Walser: Eiche und Angora (23. September 1962)
- Peter Weiss: Die Verfolgung und Ermordung Jean Paul Marats (29. April 1964)
- Günter Grass: Die Plebejer proben den Aufstand (15. Januar 1966)
- Günter Grass: Davor (14. Februar 1969)
- Conor Cruise O’Brien: Mörderische Engel (10. Januar 1971)[11]
- Thomas Bernhard: Einfach kompliziert (28. Februar 1986)
- Pavel Kohout: Patt (29. August 1987)
- Doris Lessing: Jedem seine eigene Wildnis (25. September 1987), 1988 Einladung zum Berliner Theatertreffen
- Thomas Bernhard: Elisabeth II (5. November 1989)
- Volker Braun: Böhmen am Meer (11. März 1992)[15]